# Düring

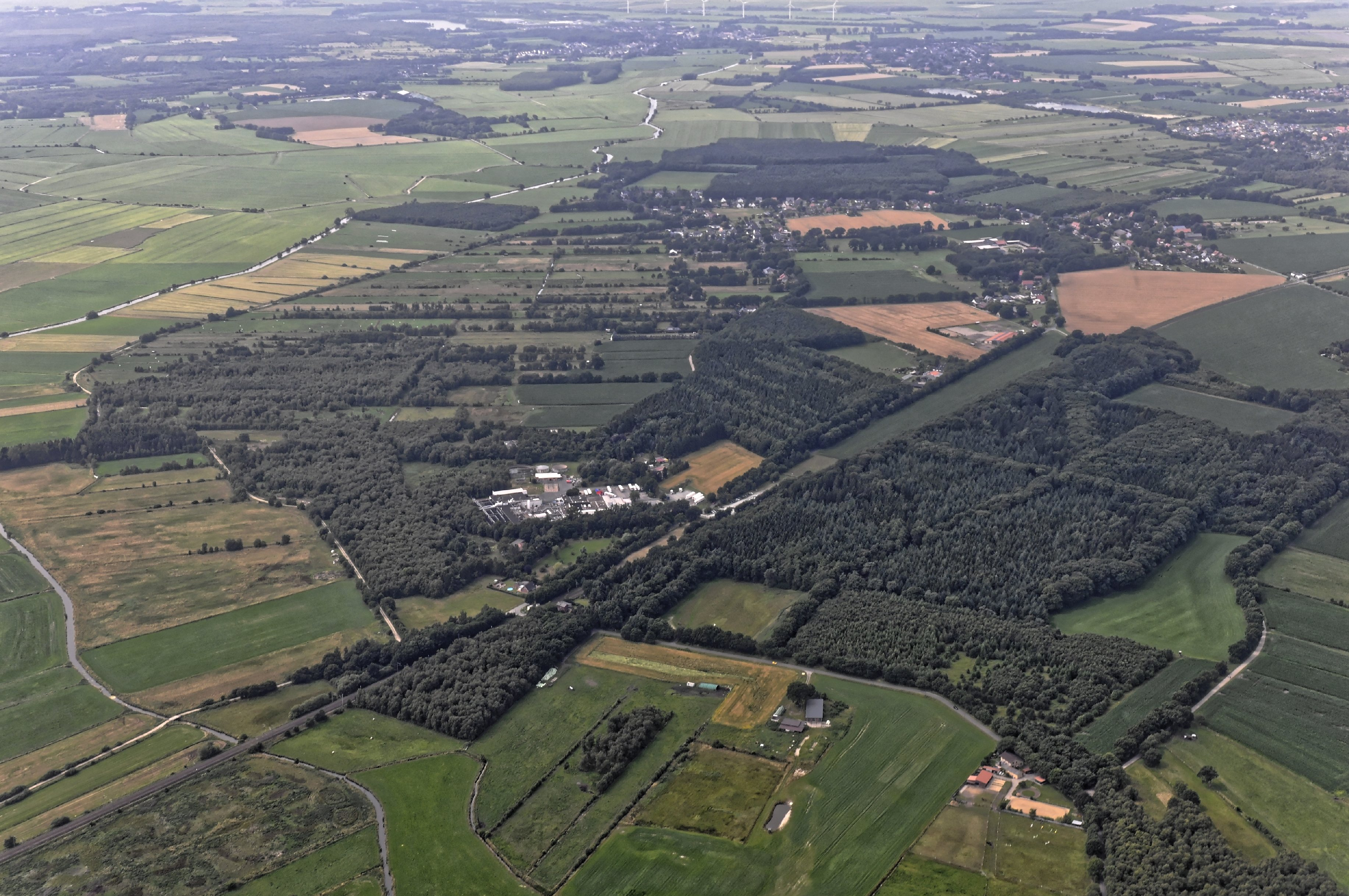
Düring von oben

Düring ist eine Ortschaft in der Einheitsgemeinde Loxstedt im niedersächsischen Landkreis Cuxhaven.

## Geografie

### Lage
Düring wird von bewachsenen Wanderdünen umschlossen und liegt auf einer ehemaligen Insel zwischen Flüssen Beke und Lune.

### Ortsgliederung
- Düring (Hauptort)
- Friedrich-Wilhelmsdorf Siehe auch: Friedrich-Wilhelmsdorf – eine Moorkolonie bei Düring

### Nachbarorte
| Loxstedt | Bexhövede                                                             | Stinstedt                                                           |
| Nesse    | Kompassrose, die auf Nachbargemeinden zeigt                           | Lunestedt – Ortsteil Westerbeverstedt (Einheitsgemeinde Beverstedt) |
| Hetthorn | Bramstedt – Ortsteil Wittstedt (Einheitsgemeinde Hagen im Bremischen) | Hollen (Einheitsgemeinde Beverstedt)                                |

(Quelle:)

## Geschichte
Düring wird auch als der Ursprung der heutigen Gemeinde Loxstedt bezeichnet. Doch vom ehemaligen Rittergut der von Düring sind lediglich noch Wege aus Kopfsteinpflaster, ein Löschwasserteich, Reste des Flaggenturms und der Burggraben vorhanden. Die „Kaiser-Eiche“, im Jahre 1897 zum 100. Geburtstages von Wilhelm I. gepflanzt, steht vor einer ehemaligen Gaststätte.

### Eingemeindungen
Im Zuge der Gebietsreform in Niedersachsen wurde Düring am 1. März 1974 in die Gemeinde Loxstedt eingegliedert.

### Einwohnerentwicklung
| Jahr | Einwohner | Quelle |
| ---- | --------- | ------ |
| 1910 | 435       | [ 5 ]  |
| 1925 | 406       | [ 6 ]  |
| 1933 | 402       | [ 6 ]  |
| 1939 | 471       | [ 6 ]  |
| 1950 | 695       | [ 7 ]  |
| 1956 | 647       | [ 7 ]  |

| Jahr | Einwohner | Quelle |
| ---- | --------- | ------ |
| 1961 | 673       | [ 8 ]  |
| 1970 | 706       | [ 8 ]  |
| 1973 | 739       | [ 1 ]  |
| 2010 | 865       | [ 9 ]  |
| 2015 | 854       | [ 10 ] |
| 2020 | 887       | [ 2 ]  |

|  |

## Politik

### Gemeinderat und Bürgermeister
Auf kommunaler Ebene wird die Ortschaft Düring vom Loxstedter Gemeinderat vertreten.

### Ortsvorsteher
Der Ortsvorsteher von Düring ist Jochen Luitjens (fraktionslos). Die Amtszeit läuft von 2021 bis 2026.

### Wappen
Der Entwurf des Kommunalwappens von Düring stammt von dem Heraldiker und Wappenmaler Gustav Völker, der zahlreiche Wappen im Landkreis Cuxhaven erschaffen hat.
| Wappen von Düring | Blasonierung: „In Silber ein von drei (2 : 1) roten Widderköpfen begleiteter blauer Balken.“                                    |
| Wappen von Düring | Wappenbegründung: Das Wappen ist dem des Adelsgeschlechtes von Düring nachgebildet, das in der Gemeinde seinen Stammsitz hatte. |

## Kultur und Sehenswürdigkeiten

### Bauwerke
- Großsteingrab Düring
- Ein Denkmal erinnert an den Pastor Eberhard Cronemeyer, dem Gründer der zum Ort Düring gehörenden Arbeiterkolonie Friedrich-Wilhelmsdorf.

### Regelmäßige Veranstaltungen
- Internationales Treffen der Westernfans mit Schwarzpulverschießen, Zeltlager, Lagerfeuer, Saloon etc.[13]
- Im Ortsgemeinschaftshaus findet alljährlich die Herbstausstellung des Düringer Hobby- und Kunstvereins statt
- Alljährlich finden diverse Schießveranstaltungen des örtlichen Schützenvereins statt

### Kanufahrten auf der Lune
Die Lune war bis Anfang des 17. Jahrhunderts von der Mündung aufwärts bis Beverstedt-Deelbrügge mit Schiffen befahrbar. Heute ist es keine Hauptverkehrsader mehr, aber der Fluss ist jetzt wieder mit dem Kanu befahrbar.

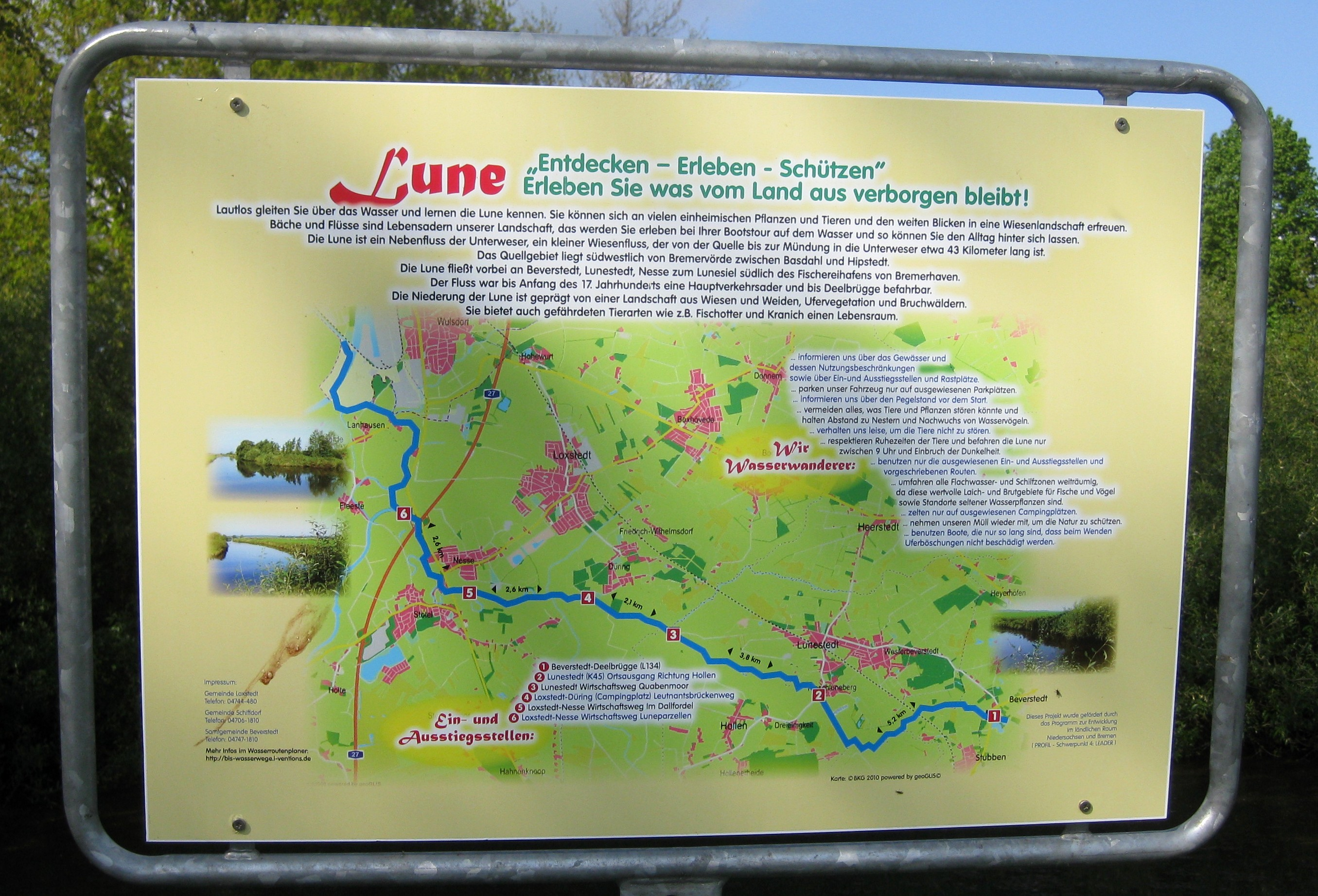
Wasserwege auf der Lune
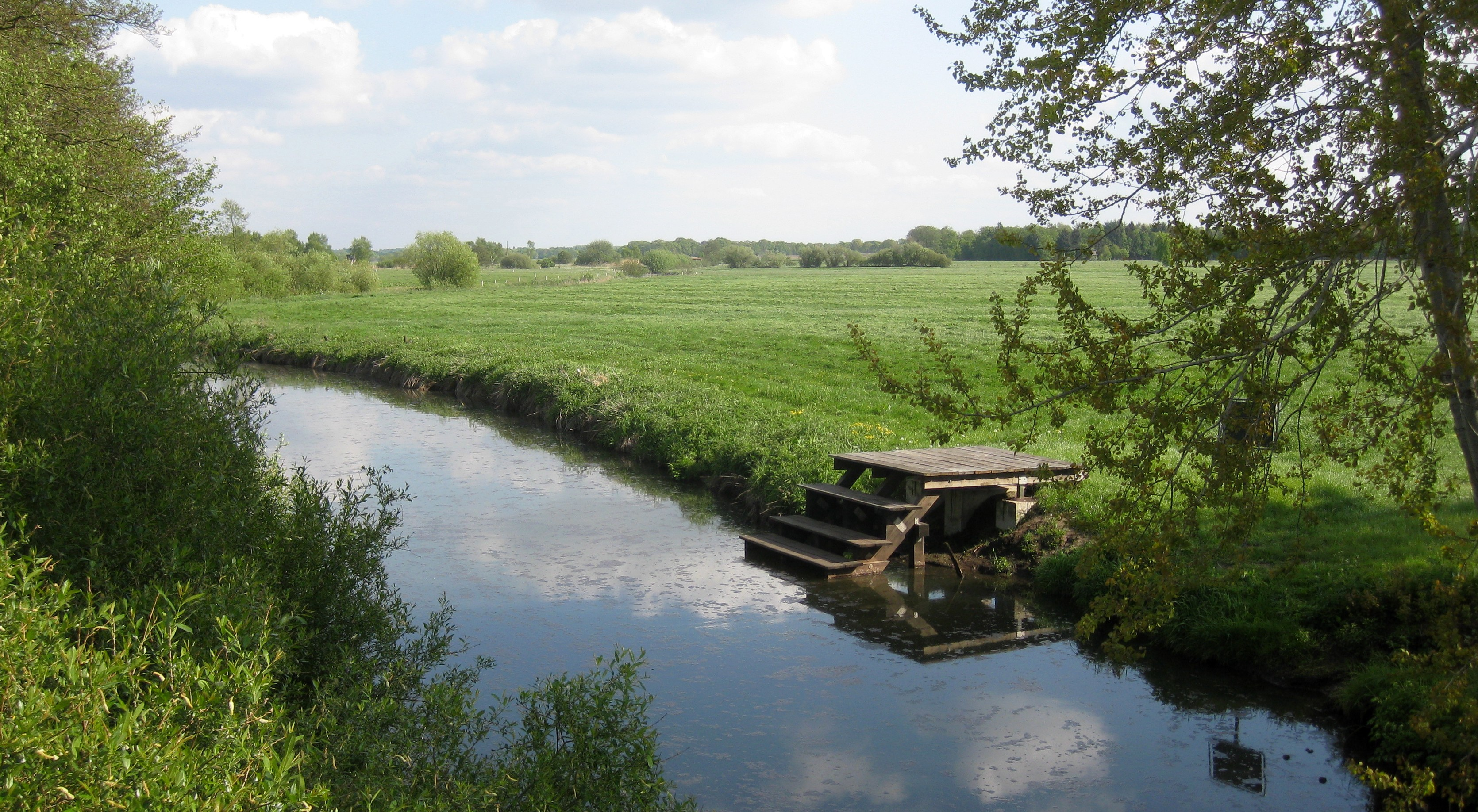
Anlegestelle auf der Lune am Ortsausgang von Lunestedt nach Hollen

### Vereine
- Seit 1948 wurde die Freiwillige Feuerwehr Düring systematisch wiederaufgebaut und leistet zudem eine starke Jugendförderung
- Seit 1951 gibt es einen Schützenverein
- Der Camping Club Bremerhaven e. V. im DCC ist seit 1954 in Düring direkt an der Lune ansässig[14]
- Der TSV Düring hat eine Fußballabteilung sowie eine Tennisabteilung

## Wirtschaft, Infrastruktur und Verkehr
- Etwas außerhalb gelegen befindet sich eine Drogenentzugsklinik und eine Großschlachterei
- Die Verkehrsgesellschaft Bremerhaven AG (VGB) fuhr von 1960 bis 1965 auf einer Buslinie vom Hauptbahnhof Bremerhaven nach Düring.[15]
- Zusätzlich zum Bus-Linienverkehr, der auf Schulzeiten ausgerichtet ist, verkehrt stündlich das Anrufsammeltaxi. Das AST verkehrt an allen Tagen der Woche (auch in den Schulferien).

## Sagen und Legenden
- Arp von Düring
- Die Leutnantsbrücke in Düring

(Quelle:)